# Западноазиатские игры 2005
3-и Западноазиатские игры прошли с 1 по 10 декабря 2005 года в Дохе (Катар).
Изначально планировалось, что 3-и Западноазиатские игры пройдут в апреле 2003 года в Дамаске (Сирия), но в апреле 2002 года Федерация Западноазиатских игр приняла решение о том, что впредь Западноазиатские игры будут проводиться не раз в два года, а раз в четыре года, и будут проходить в год, предшествующий году проведения Азиатских игр.

## Страны-участники
В Играх участвовало 1200 спортсменов из 13 стран. Впервые в истории были проведены соревнования среди женщин.

## Виды спорта
- Баскетбол
- Боулинг
- Волейбол
- Гандбол
- Гимнастика
- Лёгкая атлетика
- Плавание
- Прыжки в воду
- Стрельба
- Тяжёлая атлетика
- Фехтование
- Футбол

## Итоги Игр
| Место | Страна            | Золото | Серебро | Бронза | Всего |
| ----- | ----------------- | ------ | ------- | ------ | ----- |
| 1     | Катар             | 28     | 19      | 20     | 67    |
| 2     | Иран              | 25     | 25      | 17     | 61    |
| 3     | Кувейт            | 25     | 15      | 16     | 57    |
| 4     | Сирия             | 20     | 13      | 17     | 50    |
| 5     | ОАЭ               | 7      | 9       | 6      | 22    |
| 6     | Саудовская Аравия | 4      | 9       | 12     | 25    |
| 7     | Ливан             | 4      | 4       | 3      | 11    |
| 8     | Иордания          | 3      | 12      | 10     | 25    |
| 9     | Бахрейн           | 3      | 2       | 2      | 7     |
| 10    | Ирак              | 2      | 1       | 7      | 10    |
| 11    | Йемен             | 2      | 1       | 0      | 3     |
| 12    | Оман              | 0      | 5       | 5      | 10    |
| Всего | Всего             | 118    | 115     | 115    | 348   |